# جان بيترس
جان بيترس ، من مواليد 18 أغسطس 1954، لاعب كرة قدم هولندي سابق.
لعب مع منتخب هولندا لكرة القدم.

## وصلات خارجية
- جان بيترس على موقع الاتحاد الأوربي (الإنجليزية)
- جان بيترس على موقع قاعدة بيانات كرة القدم.إي يو (الإنجليزية)
- جان بيترس على موقع ناشيونال فوتبول تيمز (الإنجليزية)